# Dog von der Stinkfußfarm
Dog von der Stinkfußfarm orig: Footrot Flats ist ein neuseeländischer Comicstrip, der von 1975 bis 1994 von Murray Ball gezeichnet und geschrieben wurde.

## Handlung
Dog ist ein Border-Collie, der auf der Stinkfußfarm lebt und dort oft seinem Herrchen Wal helfen muss. Dabei geht es oft sehr chaotisch zu.

## Hauptfiguren
- Dog: Dog wurde in einem Katzenheim geboren. Er ist etwas ängstlich, setzt sich aber sehr für die ein, die ihm wichtig sind. „Dog“ ist übrigens nur sein Spitzname. Seinen wahren Namen scheint er nicht zu mögen, denn ein Running Gag der Serie ist, dass er immer unterbricht, wenn jemand ihn erwähnt. Das Vorbild für Dog war übrigens Murray Balls eigener Hund, dessen Tod das Ende der Serie bedeutete.
- Wallace „Wal“ Stinkfuß: Im Original lautet sein Name Cadwallader Footrot. Wal wirkt sehr grobschlächtig und flucht viel. Dennoch hat er eine sehr sensible Seite, was er aber nicht gerne zugeben will. Er ist außerdem sehr sportbegeistert, besonders für Rugby.
- Darlene Hobson: Sie ist die Friseurin in der Stadt Raupo und Wals Traumfrau. Obwohl sie ihn auch zu mögen scheint, kann sie sich mit dem Landleben nicht so recht anfreunden.
- Pongo: Sie ist Wals Nichte. Im Original lautet ihr Name Janice.
- Rangi Jones: Dieser Junge ist aus der Nachbarschaft und hilft oft bei Wal aus. Dog misstraut ihm etwas, weil Rangi von einer Mütze aus Hundefell träumt.
- Andy Windgras: Im Original heißt er Cooch. Er ist Wals nächster Nachbar und ein guter Freund. Dog ist in seine Border-Collie-Hündin Jessy verliebt.
- Tante Dolly: Sie ist Wals Tante und Besitzerin des Katzenheims, in dem Dog geboren wurde. Sie hat ihn auf die Farm gebracht und ihm auch den Namen gegeben, den er so hasst.
- Prince Charles: Dieser Welsh Corgi ist Tante Dollys Hund. Dog kann ihn nicht besonders leiden, weil er oft bevorzugt behandelt wird.
- Muskelkater: Im Original heißt er Horse. Dieser kräftig gebaute Kater zählt zwar zu Dogs Freunden, aber dennoch sollte man in seiner Gegenwart vorsichtig sein. Wie Dog selber basiert Muskelkater auf einem realen Tier, das Murray Ball kannte.

## Deutsche Veröffentlichung
- 1989 bei Ehapa Verlag[1]

## Verfilmung
Ein Zeichentrickfilm wurde 1987 unter Regie von Murray Ball persönlich produziert. Dieser Film erzählt die Vorgeschichte des Comics.